# Careggi
Careggi è un quartiere di Firenze, amministrativamente ricompreso nel Quartiere 5.
Si tratta di una collina situata a nord della città e sede della storica Villa Medicea di Careggi dove Marsilio Ficino, incaricato da Cosimo de' Medici, fondò l'Accademia Neoplatonica fiorentina.
Il nome Careggi deriva probabilmente da campus regi, che significa possedimento reale, a rimarcare probabilmente una zona di caccia in uso ai gastaldi medievali.
Nel 1805 venne inglobato nel Comune di Pellegrino e ne fece parte fino al 1865, anno del passaggio sotto il comune di Firenze. Dagli anni dieci del Novecento il quartiere venne scelto come sede di un moderno ospedale cittadino, ruolo che tutt'oggi caratterizza l'intera zona, dove numerosi palazzi, ville e parchi sono stati riconvertiti in strutture sanitarie, mentre altre sono sorte appositamente. 
Vi sorgono, tra gli edifici di culto, la chiesa di San Pietro, la chiesa di San Giovanni Battista a Careggi, il monastero di Santa Maria Maddalena dei Pazzi e il convento delle Oblate Ospitaliere Francescane di Monna Tessa.